# Lichtbak

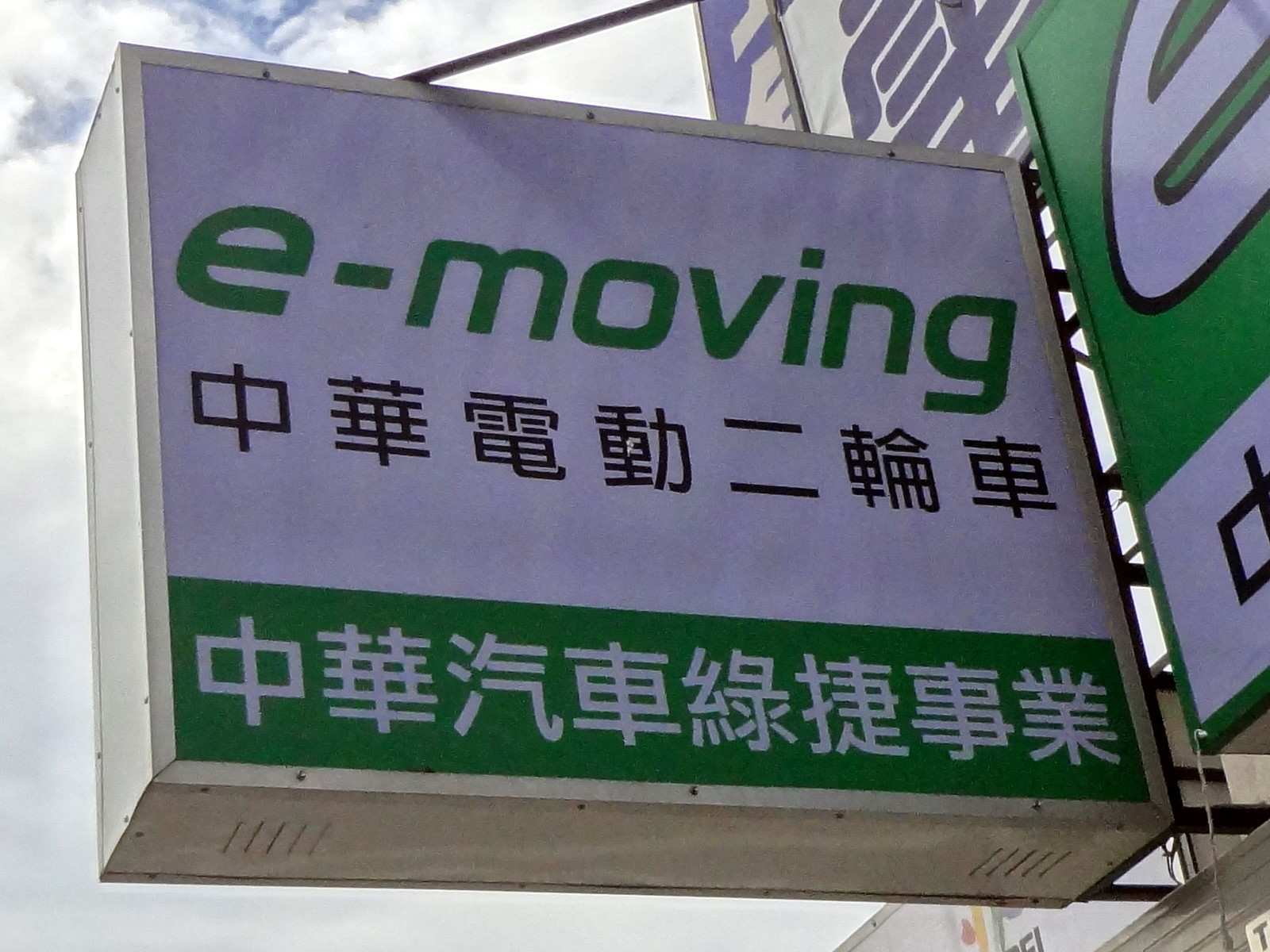
Lichtbak voor reclamedoeleinde

Een lichtbak is een rechthoekige bak met minstens één doorzichtige zijde, waarin zich een of meerder lampen bevinden. Het doorzichtige vlak is meestal melkwit, waardoor het licht van de lampen egaal verdeeld wordt. Dit kan melkglas zijn, polycarbonaat, plexiglas of een andere stevige kunststof. Vanwege de goede kleurweergave en de geringe warmteontwikkeling (en het lage energiegebruik) worden voor de lampen vaak fluorescentielampen of CCFL-lampen gebruikt. Een lichtbak is meestal van een simpele schakelaar voorzien om de lamp(en) aan of uit te zetten. Er bestaan lichtbakken die als koffer vervoerd kunnen worden.
Lichtbakken worden voor een aantal verschillende doelen gemaakt en gebruikt:
- Artsen hangen er hun röntgenfoto's voor, die op die manier goed zijn te bestuderen. Tegenwoordig worden deze foto's meer en meer via de computer verspreid en bekeken.
- Kunstenaars gebruiken de lichtbak onder andere om contouren van voorwerpen op allerlei materialen over te brengen
- Tekenaars lichten er hun tekeningen mee door, vaak door allerlei corresponderende lagen over elkaar heen te leggen
- Hobbyisten gebruiken een lichtbak bijvoorbeeld voor het kaartenmaken en het maken van printen
- Fotografen bekijken er hun negatieven en dia's mee
- Heel veel reclame wordt via een lichtbak ook in het donker goed zichtbaar. De doorzichtige zijde is van een, meestal kleurige, reclameuiting voorzien. Dit kan zijn gebeurd door zeefdrukken, een grote sticker, plakletters en dergelijke. Een dergelijke lichtbak wordt niet zelden met een schemerschakelaar aan- en uitgeschakeld.
- Bij de jacht gebruikt men een lichtbak om dieren te doen verstijven van schrik en hen zo gemakkelijk te kunnen afschieten. Vandaar ook de uitdrukking "Ergens naar staren als konijnen naar een lichtbak".